# Черната маска
Черната маска (на английски: Black Mask) е комиксов персонаж, злодей на ДиСи Комикс. Той е един от враговете на Батман.
Първата му поява е в Batman бр. 386 през август 1985 г. Създаден е от Дъг Монч и Том Мандрейк.
В първата си поява алтер егото на персонажа е Роман Сионис, мафиотски бос, който носи маска на лицето си и оттам произлиза прякора му. По-късно в злодея се превъплъщава Джеремая Аркам-психиатър от лудницата Аркам. Първата му поява като Черна маска е в Batman: Battle for the Cowl бр. 1 през март 2009 г. В „Батман“ (The Batman) се озвучава от Джеймс Ремар, а в „Батман: Смели и дръзки“ – от Джон Димаджо.